# Henry-George-Theorem
Das Henry-George-Theorem ist in der Volkswirtschaftslehre ein 1879 von Henry George entwickelter Zusammenhang zwischen Lagerenten und den Staatsausgaben für lokale öffentliche Güter. 

## Allgemeines
Erst 100 Jahre nach Georges Beschreibung benannten Joseph E. Stiglitz und Richard J Arnott (1979) diesen Zusammenhang als „Henry-George-Theorem“. George führte niedrige Arbeitslöhne und Arbeitslosigkeit auf die künstliche Knappheit des Bodens und auf die Beschränkungen des Freihandels zurück. 
Johann Heinrich von Thünen definierte 1826 die Lagerente wie folgt: „Die Lagerente eines Landgutes entspringt also aus dem Vorzug, den es vor dem durch seine Lage oder durch seinen Boden schlechtesten Landgute, welches zur Befriedigung des Bedarfs noch Produkte hervorbringen muss, besitzt.“ Er forderte 1842, dass der Agrarpreis eines Agrarprodukts so hoch sein muss, „dass die Lagerente desjenigen Guts, welchem die Produktion und Lieferung […] nach dem Markt am kostspieligsten wird, dessen Anbau aber zur Befriedigung des Bedarfs noch notwendig ist, nicht unter null herabsinkt“.

## Inhalt
George ging 1879 in seinem Buch davon aus, dass mobile Produktionsfaktoren (Arbeit und Kapital) im Wettbewerb ihr vollständiges Grenzprodukt erzielen, weil sie sich einer Besteuerung wegen ihrer Faktormobilität (Arbeitsmobilität, Kapitalmobilität) entziehen könnten (etwa durch Steuerflucht, Kapitalflucht). Deshalb müssten Steuern in Form einer Alleinsteuer auf den einzigen nicht-mobilen Faktor Grund und Boden erhoben werden, woraus alle Staatsausgaben bestritten werden könnten. Die Alleinsteuer auf Lagerenten ist heute die Grundsteuer. Die aggregierte Alleinsteuer auf Lagerenten ist identisch mit den Staatsausgaben in einer Region, wenn deren Einwohnerzahl den Nutzen bei gegebenen Ausgaben für ein öffentliches Gut maximiert.
Das Henry-George-Theorem beschreibt ein Gleichgewicht, nach dem das Nutzenmaximum in einer Region erreicht werden kann, sobald eine optimale Einwohnerzahl in eine Region migriert ist. Dann genügen die Staatseinnahmen aus der Grundsteuer zur Finanzierung dieses Gemeinwesens.
Der eigentliche mathematische Zusammenhang wurde unabhängig voneinander konstruiert durch Jan Serck-Hanssen (1971) und David A Starrett (1974).

## Wirtschaftliche Aspekte
Stiglitz/Arnott konnten 1979 ergänzend nachweisen, dass ein optimales lokales Steuersystem aus der von George geforderten Alleinsteuer auf Lagerenten bestehen kann, weil diese Besteuerung nur Einkommenseffekte, aber keine Substitutionseffekte hervorruft. Beide Autoren fassen die Lagerenten des Bodens als Ergebnis davon auf, dass eine Stadt den Grundeigentümern Infrastruktur (Leitungsnetz, Straßennetz, Verkehrsinfrastruktur) zur Verfügung stellt. Die optimale Größe einer Stadt oder Region {\displaystyle G_{opt}} ist danach gegeben, wenn die Summe der Lagerenten {\displaystyle L} genau so groß ist wie die Ausgaben für die Infrastruktur ({\displaystyle I}):
{\displaystyle G_{opt}\Rightarrow L=I}.
Die positiven externen Effekte zu Gunsten der Grundeigentümer aus der Infrastruktur können internalisiert werden, indem die Stadt die Grundeigentümer mit einer Grundsteuer belastet, welche die Einnahmen aus der Lagerente vollständig abschöpft.